# Seznam medailistek na mistrovství Československa v rychlostní kanoistice
Toto je seznam medailistek v rychlostní kanoistice z mistrovství Československa mezi lety 1934–1992. 
- Pozn 1: V kolonách s [[]] dostupné zdroje data neuvádí.
- Pozn 2: Hvězdička za ročníkem znamená, že v daném roce nešlo o mistrovský závod (mohl být později zoficiálněn).
- Pozn 3: Zdroje ze kterých je seznam vytvořen v naprosté většina případů neuvádí křestní jména závodnic. Křestní jména byla doplněna dodatečně a mohou zde být chyby. Kde nebylo zřejmé, která ze sester, příbuzných, jmenovkyň startovala je uvedeno více jmen. Patřilo by se dohledat křestní jména všech mistryň republiky.
- Pozn 4: Pozor, často citovaná publikace v různých diplomových, bakalářských pracích "70. výroční založení organizované kanoistiky v ČSSR (1983)" uvádí za roky 1972 a 1974 chybně mistryně ČSR nikoliv ČSSR.

## Krátké tratě

### Kajak 500 m
1933 – Přebor Svazu kanoistů RČS
do roku 1946 600 m
| Datum | Kat.       | Zlato                                             | Zlato   | Stříbro                                           | Stříbro | Bronz                                             | Bronz   |
| ----- | ---------- | ------------------------------------------------- | ------- | ------------------------------------------------- | ------- | ------------------------------------------------- | ------- |
| 1933* | K–1 600 m  | Helena Fahounová (KVS Praha)                      | 3:16,8  | Koppová (ZKK Vltava Praha)                        |         | Masopustová (KVT)                                 |         |
| 1934  | K–1 600 m  | Marta Pavlisová (Vysokoškolský sport Praha)       | 3:03,0  | Helena Fahounová (KVS Praha)                      |         | Pánková ([[]])                                    |         |
| 1935  | K–1 800 m  | Marta Pavlisová (Vysokoškolský sport Praha)       | 4:37,0  | Anna Fojtová (SKEP Praha)                         | 5:00,2  | Helena Fahounová (KVS Praha)                      | 5:12,1  |
| 1936  | K–1 600 m  | Marta Pavlisová (Vysokoškolský sport Praha)       | 3:25,2  | Pánková (SKEP Praha)                              | 3:47,8  | Helena Fahounová (KVS Praha)                      | 3:50,8  |
| 1937  | K–1 1000 m | Marta Pavlisová (Vysokoškolský sport Praha)       | 5:01,4  | Marie Zvolánková (Vysokoškolský sport Praha)      | 5:12,0  | Günzlová (Řeka)                                   | 2:56,4  |
| 1938  | K–1 600 m  | Marta Pavlisová (Vysokoškolský sport Praha)       | 2:48,4  | Marie Zvolánková (Vysokoškolský sport Praha)      | 2:56,2  | Hrádková (Vysokoškolský sport Praha)              |         |
| 1939  | K–1 600 m  | Marta Pavlisová (Vysokoškolský sport Praha)       | 3:22,6  | Hrádková (Vysokoškolský sport Praha)              | 3:32,0  | Mockerová (SK Smíchov)                            | 3:41,8  |
| 1940  | K–1 600 m  | Marta Kohoutová (SK Praga Praha)                  | 2:48,4  | Hrádková (NSK Praha)                              | 2:54,6  | Mockerová (SK Smíchov)                            | 2:58,8  |
| 1941  | K–1 600 m  | Jarmila Marečková (SK Smíchov)                    |         | [[]] ([[]])                                       |         | [[]] ([[]])                                       |         |
| 1942  | K–1 600 m  | Jarmila Marečková (SK Smíchov)                    | 2:39,4  | Růžena Košťálová (Klub poděbradských vodáků)      | 2:41,2  | Buriánková (SK Smíchov)                           |         |
| 1943  | K–1 600 m  | Jarmila Marečková (VK Slavia Praha)               | 3:00,5  | [[]] ([[]])                                       |         | [[]] ([[]])                                       |         |
| 1944  | K–1 600 m  | Jarmila Marečková (VK Slavia Praha)               | 2:59,8  | Růžena Košťálová (Klub poděbradských vodáků)      | 3:01,8  | [[]] ([[]])                                       |         |
| 1945  | K–1 600 m  | Marta Černá (Novohradský SK)                      | 3:07,2  | Jarmila Marečková (VK Slavia Praha)               | 3:07,5  | Růžena Košťálová (Klub poděbradských vodáků)      | 3:16,0  |
| 1946  | K–1 600 m  | Jarmila Marečková (VK Slavia Praha)               | 2:54,8  | Marta Černá (KVS Praha)                           | 2:58,8  | Růžena Košťálová (Klub poděbradských vodáků)      | 3:01,6  |
| 1947  | K–1 500 m  | Růžena Košťálová (Klub poděbradských vodáků)      | 2:16,2  | Marta Kohoutová (DKVS Praha)                      | 2:20,8  | Marta Kroutilová (KVS Praha)                      |         |
| 1948  | K–1 500 m  | Růžena Košťálová (Sokol Podolí)                   | 2:02,9  | Marta Kohoutová (Ústřední dům armády)             | 2:08,6  | Františka Fialová (Sokol Plzeň)                   |         |
| 1949  | K–1 500 m  | Růžena Košťálová (Sokol Podolí)                   | 2:35,8  | Marta Kroutilová (Sokol Podolí)                   | 2:38,6  | Marta Kohoutová (Sokol Podolí)                    | 2:41,2  |
| 1950  | K–1 500 m  | Marta Kohoutová (Sokol Podolí)                    | 2:18,4  | Růžena Dusilová (Sokol Podolí)                    | 2:21,0  | Františka Fialová (Sokol Plzeň)                   | 2:23,4  |
| 1951  | K–1 500 m  | Milada Lomecká (Sokol Podolí)                     | 2:29,3  | Marta Kroutilová (Sokol Podolí)                   | 2:32,4  | Květa Havlová (Sokol Dynamo Slavia Praha)         | 2:32,6  |
| 1952  | K–1 500 m  | Jiřina Halámková (Sokol Jawa Praha)               | 2:38,5  | Marta Kroutilová (Sokol Jawa Praha)               | 2:38,5  | Eva Rathouská (Sokol Jawa Praha)                  | 2:38,7  |
| 1953  | K–1 500 m  | Jiřina Halámková (DSO Spartak Praha Z9K)          | 2:17,0  | Pavla Spielvogelová (DSO Slavia Praha ÚRO)        | 2:18,8  | Marie Trnková (DSO Spartak Praha Sokolovo)        | 2:19,4  |
| 1954  | K–1 500 m  | Růžena Dusilová (DSO Jiskra Poděbrady)            | 2:16,6  | Marta Kroutilová (DSO Tatran Praha)               | 2:17,0  | Marie Trnková (DSO Spartak Praha Sokolovo)        | 2:17,1  |
| 1955  | K–1 500 m  | Marie Trnková (DSO Spartak Praha Sokolovo)        | 1:59,9  | Růžena Dusilová (DSO Jiskra Poděbrady)            | 2:00,9  | Pavla Spielvogelová (DSO Slavia Praha ÚRO)        | 2:01,2  |
| 1956  | K–1 500 m  | Krista Vaistauerová (DSO Slavia Praha VŠ)         | 2:15,7  | Linhartová (DSO Slovan Olomouc)                   | 2:16,0  | Milada Daštinská (DSO Tatran Bratislava)          | 2:16,3  |
| 1957  | K–1 500 m  | Milada Daštinská (TJ Tatran Bratislava)           | 2:18,6  | Krista Vaistauerová (TJ Slavia Praha VŠ)          | 2:19,7  | Růžena Dusilová (TJ Jiskra Poděbrady)             | 2:21,4  |
| 1958  | K–1 500 m  | Růžena Dusilová (TJ Jiskra Poděbrady)             | 2:09,8  | Eva Kutová (TJ Slavia Praha VŠ)                   | 2:09,9  | Krista Vaistauerová (TJ Slavia Praha VŠ)          | 2:12,4  |
| 1959  | K–1 500 m  | Eva Kutová (TJ Slavia Praha VŠ)                   | 2:22,7  | Puchlová (TJ TTS Trenčín)                         | 2:22,9  | Jana Havlenová (TJ Spartak Praha Sokolovo)        | 2:23,0  |
| 1960  | K–1 500 m  | Eva Kutová (TJ Slavia Praha VŠ)                   | 2:12,2  | Eva Kolínská (TJ Dynamo Praha)                    | 2:15,6  | Zuzana Mášová (TJ Spartak Motorlet Praha)         | 2:15,8  |
| 1961  | K–1 500 m  | Zdeňka Hradilová (TJ Spartak Praha Stalingrad)    | 2:20,0  | Zuzana Mášová (TJ Spartak Motorlet Praha)         | 2:23,1  | Zuzana Vacková (TJ Spartak Praha Z9K)             | 2:24,6  |
| 1962  | K–1 500 m  | Zdeňka Hradilová (TJ ČKD Praha)                   | 2:12,3  | Iva Chalupová (TJ Spartak Hradec Králové)         | 2:13,5  | Řezníčková (TJ Spartak AZKG Praha)                | 2:14,6  |
| 1963  | K–1 500 m  | Zdeňka Hradilová (TJ Rudá hvězda Praha)           | 2:25,5  | Eva Zdeňková (TJ Spartak Motorlet Praha)          | 2:26,3  | Iva Chalupová (TJ Spartak Hradec Králové)         | 2:28,8  |
| 1964  | K–1 500 m  | Zdeňka Hradilová (TJ Rudá hvězda Praha)           | 2:11,9  | Eva Zdeňková (TJ Spartak Motorlet Praha)          | 2:13,8  | Iva Chalupová (TJ Spartak Hradec Králové)         | 2:14,7  |
| 1965  | K–1 500 m  | Iva Chalupová (TJ Spartak Hradec Králové)         | 2:06,2  | Zuzana Mášová (TJ Spartak Motorlet Praha)         | 2:07,4  | Oldřiška Kaplanová (TJ Spartak Brno Královo Pole) | 2:08,3  |
| 1966  | K–1 500 m  | Eva Zdeňková (TJ Sparta ČKD Praha)                | 1:52,4  | Zdeňka Hradilová (TJ Rudá hvězda Praha)           | 1:55,1  | Zuzana Mášová (TJ Sparta ČKD Praha)               | 1:55,8  |
| 1967  | K–1 500 m  | Iva Chalupová (TJ Sparta ČKD Praha)               | 2:01,2  | Dagmar Šourková (TJ Slavia VŠ Praha)              | 2:02,2  | Anastázie Fridrichová (TJ Slavia VŠ Praha)        | 2:02,3  |
| 1968  | K–1 500 m  | Iva Vávrová (TJ Sparta ČKD Praha)                 | 2:06,6  | Anastázie Fridrichová (TJ Slavia VŠ Praha)        | 2:09,4  | Oldřiška Kaplanová (Brno)                         | 2:12,6  |
| 1969  | K–1 500 m  | Eva Zdeňková (TJ Sparta ČKD Praha)                | 2:07,3  | Anastázie Fridrichová (TJ Plavba ČSPLO Děčín)     | 2:07,5  | Dagmar Šourková (TJ Slavia VŠ Praha)              | 2:08,0  |
| 1970  | K–1 500 m  | Oldřiška Kaplanová (TJ Plavba ČSPLO Děčín)        | 2:05,2  | Anastázie Fridrichová (TJ Plavba ČSPLO Děčín)     | 2:05,7  | Eva Zdeňková (TJ Sparta ČKD Praha)                | 2:08,6  |
| 1971  | K–1 500 m  | Anastázie Fridrichová (TJ Plavba ČSPLO Děčín)     | 2:04,6  | Eva Zdeňková (TJ Sparta ČKD Praha)                | 2:05,8  | Oldřiška Kaplanová (TJ Plavba ČSPLO Děčín)        | 2:07,0  |
| 1972  | K–1 500 m  | Anastázie Fridrichová (TJ Plavba ČSPLO Děčín)     | 2:09,5  | Oldřiška Kaplanová (TJ Plavba ČSPLO Děčín)        | 2:11,4  | Svatava Benešová (TJ Sparta Praha 4 – KVS)        | 2:13,4  |
| 1973  | K–1 500 m  | Anastázie Hajná (TJ Plavba ČSPLO Děčín)           | 2:05,54 | Jindřiška Řeháčková (TJ Motorlet Praha)           | 2:07,02 | Svatava Benešová (TJ Sparta Praha 4 – KVS)        | 2:08,28 |
| 1974  | K–1 500 m  | Anastázie Hajná (TJ Slavia VŠ Praha)              | 2:13,62 | Jindřiška Řeháčková (TJ Motorlet Praha)           | 2:14,63 | Svatava Benešová (TJ Červená hviezda Bratislava)  | 2:16,90 |
| 1975  | K–1 500 m  | Jindřiška Řeháčková (TJ Motorlet Praha)           | 2:10,1  | Svatava Benešová (TJ Červená hviezda Bratislava)  | 2:12,7  | Radana Smutná (TJ Slavia VŠ Praha)                | 2:16,1  |
| 1976  | K–1 500 m  | Anastázie Hajná (TJ Slavia VŠ Praha)              | 2:05,4  | Jindřiška Řeháčková (TJ Motorlet Praha)           | 2:08,2  | Hana Susová (TJ Motorlet Praha)                   | 2:11,6  |
| 1977  | K–1 500 m  | Jaroslava Smereková (TJ Slavia VŠ Praha)          | 2:08,7  | Eva Fišerová (TJ Slavia VŠ Praha)                 | 2:09,0  | Mašátová (TJ Slavia VŠ Praha)                     | 2:09,5  |
| 1978  | K–1 500 m  | Anastázie Kovářová (TJ Slavia VŠ Praha)           | 2:02,1  | Eva Fišerová (TJ Slavia VŠ Praha)                 | 2:05,6  | Radana Smutná (TJ Slavia VŠ Praha)                | 2:05,7  |
| 1979  | K–1 500 m  | Anastázie Kovářová (TJ Vysoké školy Praha)        | 1:52,8  | Eva Fišerová (TJ Vysoké školy Praha)              | 1:58,7  | Radana Smutná (TJ Vysoké školy Praha)             | 2:00,0  |
| 1980  | K–1 500 m  | Jana Polakovičová (TJ Červená hviezda Bratislava) | 2:05,6  | Margita Bugárová (TJ Červená hviezda Bratislava)  | 2:06,6  | Helena Vašáková (TJ Červená hviezda Bratislava)   | 2:10,0  |
| 1981  | K–1 500 m  | Margita Bugárová (TJ Červená hviezda Bratislava)  | 2:10,5  | Jana Polakovičová (TJ Červená hviezda Bratislava) | 2:11,8  | Lenka Kindlová (TJ Vysoké školy Praha)            | 2:16,1  |
| 1982  | K–1 500 m  | Jana Polakovičová (TJ Červená hviezda Bratislava) | 2:06,45 | Zuzana Horáková (TJ Dynamo Pardubice)             | 2:07,26 | Jana Fikejzová (TJ Jitex Písek)                   | 2:08,06 |
| 1983  | K–1 500 m  | Jana Polakovičová (TJ Červená hviezda Bratislava) | 2:02,6  | Hana Hamplová (TJ Sparta ČKD Praha)               | 2:04,8  | Helena Vassová (TJ Červená hviezda Bratislava)    | 2:04,9  |
| 1984  | K–1 500 m  | Margita Bugárová (TJ Červená hviezda Bratislava)  | 2:12,04 | Jana Polakovičová (TJ Červená hviezda Bratislava) | 2:13,04 | Jana Fikejzová (TJ Vysoké školy Praha)            | 2:14,00 |
| 1985  | K–1 500 m  | Iveta Fonodová (TJ Slávia UK Bratislava)          | 1:59,20 | Zuzana Horáková (TJ Vysoké školy Praha)           | 2:00,06 | Jana Polakovičová (TJ Červená hviezda Bratislava) | 2:01,02 |
| 1986  | K–1 500 m  | Jana Bobková (TJ Červená hviezda Bratislava)      | 2:05,7  | Hana Pleskačová (TJ Vysoké školy Praha)           | 2:06,9  | Jana Fikejzová (TJ Vysoké školy Praha)            | 2:08,2  |
| 1987  | K–1 500 m  | Hana Pleskačová (TJ Vysoké školy Praha)           | 2:05,35 | Zuzana Muchová (TJ TTS Trenčín)                   | 2:08,45 | Vladimíra Bukovská (TJ Vysoké školy Praha)        | 2:08,79 |
| 1988  | K–1 500 m  | Hana Pleskačová (TJ Vysoké školy Praha)           | 1:57,4  | Renata Hušková (TJ Vysoké školy Praha)            | 2:05,8  | Zuzana Muchová (TJ Červená hviezda Bratislava)    | 2:07,8  |
| 1989  | K–1 500 m  | Hana Pleskačová (TJ Vysoké školy Praha)           | 2:01,4  | Markéta Karlíková (TJ Vysoké školy Praha)         | 2:03,8  | Vladimíra Bukovská (TJ Vysoké školy Praha)        | 2:04,6  |
| 1990  | K–1 500 m  | Hana Pleskačová (TJ Vysoké školy Praha)           | 2:00,38 | Vladimíra Bukovská (TJ Vysoké školy Praha)        | 2:01,04 | Ivana Vokurková (TJ Vysoké školy Praha)           | 2:03,94 |
| 1991  | K–1 500 m  | Hana Krpatová (USK Praha)                         | 2:01,80 | Pavlína Jobánková (USK Praha)                     | 2:04,40 | Zuzana Vokurková (USK Praha)                      | 2:05,60 |
| 1992  | K–1 500 m  | Pavlína Jobánková (Drahelice)                     | 2:02,43 | Vladimíra Havelková (USK Praha)                   | 2:03,80 | Jitka Janáčková (Drahelice)                       | 2:04,13 |

### Deblkajak 500 m
| Datum | Kat.      | Zlato                                                                                 | Zlato   | Stříbro                                                                                        | Stříbro | Bronz                                                                               | Bronz   |
| ----- | --------- | ------------------------------------------------------------------------------------- | ------- | ---------------------------------------------------------------------------------------------- | ------- | ----------------------------------------------------------------------------------- | ------- |
| 1937  | K–2 600 m | Vysokoškolský sport Praha (Marta Pavlisová, Marie Zvolánková)                         | 2:17,6  | Vysokoškolský sport Praha (Krausová, Hrádková)                                                 |         | KVS Praha (Vítová, Helena Fahounová)                                                |         |
| 1938  | K–2 600 m | Vysokoškolský sport Praha (Marta Pavlisová, Marie Zvolánková)                         | 2:32,5  | Vysokoškolský sport Praha (Hrádková, Sochorová)                                                | 2:46,5  | KVS Praha (Krausová, Vítová)                                                        | 2:54,6  |
| 1939  | K–2 600 m | Vysokoškolský sport Praha (Marta Pavlisová, Marie Zvolánková)                         | 3:12,4  | KVS Praha (Fialová, Helena Karlíková)                                                          | 3:42,2  | [[]] ([[]], [[]])                                                                   |         |
| 1940  | K–2 600 m | SK Praga Praha (Marta Kohoutová, Marie Zvolánková)                                    | 2:39,4  | NSK Praha (Hrádková, Krausová)                                                                 | 2:48,3  | SK Smíchov (Mockerová, Ulrichová)                                                   | 2:56,7  |
| 1941  | K–2 600 m | NSK Praha (Hrádková, Krausová)                                                        |         | [[]] ([[]], [[]])                                                                              |         | [[]] ([[]], [[]])                                                                   |         |
| 1942  | K–2 600 m | SK Smíchov (Jarmila Marečková, Buriánková)                                            | 2:39,0  | NSK Praha (Kalousová, Krausová)                                                                | 2:49,2  | SK Smíchov (Mockerová, Ulrichová)                                                   | 2:57,8  |
| 1943  | K–2 600 m | VK Slavia Praha (Jarmila Marečková, Buriánková)                                       | 2:56,7  | [[]] ([[]], [[]])                                                                              |         | [[]] ([[]], [[]])                                                                   |         |
| 1944  | K–2 600 m | VK Slavia Praha (Jarmila Marečková, Buriánková)                                       | 2:41,0  | KVS Praha (Vlachová, Kalousová)                                                                | 2:50,6  | [[]] ([[]], [[]])                                                                   |         |
| 1945  | K–2 600 m | Novohradský SK (Marta Černá, Mrázková)                                                | 3:23,0  | VK Slavia Praha (Jarmila Marečková, Buriánková)                                                | 3:26,5  | SKEP Praha (Jarmila Pacherová, Rybářová)                                            | 3:26,7  |
| 1946  | K–2 600 m | VK Slavia Praha (Jarmila Marečková, Rybářová)                                         | 2:41,0  | KVS Praha (Marta Černá, Bittenglová)                                                           | 2:45,2  | SKEP Praha (Janáčková, Jarmila Pacherová)                                           | 2:50,2  |
| 1947  | K–2 500 m | SKEP Praha (Jančová, Jarmila Pacherová)                                               | 2:05,8  | Radbuza Plzeň (Františka Fialová, Matoušková)                                                  | 2:10,2  | SKEP Praha (Jandová, Zachová)                                                       |         |
| 1948  | K–2 500 m | ÚDA+Sokol Podolí (Marta Kohoutová, Růžena Košťálová)                                  | 2:01,4  | Sokol Plzeň (Františka Fialová, Matoušková)                                                    | 2:07,6  | Sokol Dynamo Praha (Jarmila Pacherová, Jaroslava Havlová)                           | 2:14,0  |
| 1949  | K–2 500 m | Sokol Podolí (Růžena Košťálová, Marta Kohoutová)                                      | 2:19,4  | Sokol Podolí (Marta Kroutilová, Milada Vystydová)                                              | 2:21,5  | Sokol Plzeň (Františka Fialová, Matoušková)                                         | 2:25,8  |
| 1950  | K–2 500 m | Sokol Podolí (Růžena Dusilová, Marta Kohoutová)                                       | 2:06,3  | Sokol Plzeň+Sokol ČKD Sokolovo (Františka Fialová, Drahomíra Kůrková)                          | 2:08,4  | Sokol Dynamo Slavia Praha (Jarmila Pacherová, Hromasová)                            | 2:15,3  |
| 1951  | K–2 500 m | Sokol Podolí (Marta Kroutilová, Milada Lomecká)                                       | 2:16,1  | Sokol Dynamo Slavia Praha (Květa Havlová, Hromasová)                                           | 2:21,3  | Sokol ČKD Sokolovo Sparta (Drahomíra Kůrková, Holá)                                 | 2:23,8  |
| 1952  | K–2 500 m | Sokol Jawa Praha (Marta Kroutilová, Milada Lomecká)                                   | 2:24,3  | Sokol ČKD Sokolovo Sparta (Holá, Drahomíra Kůrková)                                            | 2:25,9  | Sokol Jawa Praha (Jiřina Halámková, Eva Rathouská)                                  | 2:29,5  |
| 1953  | K–2 500 m | Slavia ÚRO+Sokolovo (Pavla Spielvogelová, Marie Trnková)                              | 1:59,2  | DSO Spartak Praha Z9K (Jiřina Halámková, Eva Rathouská)                                        | 2:05,0  | DSO Spartak Modřany Aeropal (Františka Fialová, Březinová)                          | 2:07,6  |
| 1954  | K–2 500 m | Slavia ÚRO+Sokolovo (Pavla Spielvogelová, Marie Trnková)                              | 2:03,4  | DSO Tatran Praha+Sokolovo (Marta Kroutilová, Dana Pechová)                                     | 2:03,5  | DSO Spartak Praha Z9K (Jiřina Halámková, Eva Rathouská)                             | 2:04,1  |
| 1955  | K–2 500 m | DSO Spartak Nusle Z9K (Naďa Baranová, Marie Čečáková)                                 | 1:54,9  | DSO Spartak Praha Z9K+DSO Jiskra Poděbrady (Jiřina Dvořáková, Růžena Dusilová)                 | 1:58,2  | DSO Spartak Praha Sokolovo+DSO Tatran Praha (Marie Trnková, Marta Kroutilová)       | 1:58,3  |
| 1956  | K–2 500 m | DSO Spartak Nusle Z9K (Naďa Baranová, Marie Čečáková)                                 | 1:59,0  | DSO Spartak Nusle Z9K+DSO Slavia Praha VŠ (Juraudová, Krista Vaistauerová)                     | 1:59,3  | DSO Slavia Praha VŠ (Jiřina Dvořáková, Průšková)                                    | 2:02,7  |
| 1957  | K–2 500 m | TJ Tatran Bratislava (Milada Daštinská, Kittlerová)                                   | 2:08,3  | TJ Spartak Nusle Z9K (Alena Křížová, Věra Otová)                                               | 2:08,6  | TJ PZ Brno (Dostálová, Hálová)                                                      | 2:08,7  |
| 1958  | K–2 500 m | TJ Spartak Nusle Jawa (Naďa Baranová, Marie Čečáková)                                 | 2:02,8  | TJ Slavia Praha VŠ+TJ Jiskra Poděbrady (Krista Vaistauerová, Růžena Dusilová)                  | 2:06,0  | TJ Spartak Praha Sokolovo (Jana Havlenová, Havlíková)                               | 2:10,9  |
| 1959  | K–2 500 m | TJ Slavia Praha VŠ (Krista Vaistauerová, Eva Kutová)                                  | 2:07,1  | TJ TTS Trenčín (Oľga Šinková, Puchlová)                                                        | 2:07,9  | TJ Spartak Děčín Kovostroj (Vršovská, Sklenářová)                                   | 2:09,6  |
| 1960  | K–2 500 m | TJ Slavia Praha VŠ+TJ Dynamo Praha (Eva Kutová, Eva Kolínská)                         | 1:57,2  | TJ Spartak Praha Stalingrad (Věra Skálová, Zdeňka Hradilová)                                   | 2:00,3  | TJ Spartak Praha Sokolovo+TJ Spartak Kovostroj Děčín (Jana Havlenová, Vršovská)     | 2:01,4  |
| 1961  | K–2 500 m | TJ Dynamo Praha+TJ Spartak Praha Stalingrad (Eva Kolínská, Zdeňka Hradilová)          | 2:06,0  | TJ Spartak Praha Motorlet+TJ Spartak Praha Z9K (Zuzana Mášová, Zuzana Vacková)                 | 2:08,8  | TJ Spartak AZKG Praha+TJ Spartak Praha Stalingrad (Hungrová, Věra Skálová)          | 2:09,0  |
| 1962  | K–2 500 m | TJ Dynamo Praha+TJ Spartak Praha Stalingrad (Eva Kolínská, Zdeňka Hradilová)          | 1:55,3  | TJ Spartak Praha Motorlet+TJ Spartak Praha Z9K (Zuzana Mášová, Zuzana Vacková)                 | 1:56,8  | TJ Spartak AZKG Praha+TJ Spartak Praha Z9K (Eva Zdeňková, Jindřiška Řeháčková)      | 1:58,2  |
| 1963  | K–2 500 m | TJ Dynamo Praha+TJ Rudá hvězda Praha (Eva Kolínská, Zdeňka Hradilová)                 | 2:03,1  | TJ Slavia VŠ Praha+TJ Spartak Hradec Králové (Eva Kutová, Iva Chalupová)                       | 2:08,5  | TJ Spartak AZKG Praha+TJ Slavoj Praha (Jindřiška Řeháčková, Skořepová)              | 2:10,2  |
| 1964  | K–2 500 m | TJ Spartak Motorlet Praha+TJ Rudá hvězda Praha (Eva Zdeňková, Zdeňka Hradilová)       | 2:03,2  | TJ Spartak Motorlet Praha+TJ Spartak Hradec Králové (Zuzana Mášová, Iva Chalupová)             | 2:04,8  | TJ Jiskra Mšeno nad Nisou (Kocourová, Boudová)                                      | 2:06,5  |
| 1965  | K–2 500 m | TJ Spartak Motorlet Praha+TJ Rudá hvězda Praha (Zuzana Mášová, Zdeňka Hradilová)      | 1:54,4  | TJ Žižka Praha (Dagmar Šourková, Anastázie Fridrichová)                                        | 1:55,3  | TJ Spartak Motorlet Praha+TJ Slavoj OS Praha (Čadová, Vítková)                      | 1:58,6  |
| 1966  | K–2 500 m | TJ Spartak Motorlet Praha+TJ Rudá hvězda Praha (Zuzana Mášová, Zdeňka Hradilová)      | 1:44,8  | TJ Žižka Praha (Dagmar Šourková, Anastázie Fridrichová)                                        | 1:45,1  | TJ Sparta ČKD Praha+TJ Slavia VŠ Praha (Eva Zdeňková, Iva Chalupová)                | 1:45,6  |
| 1967  | K–2 500 m | TJ Slavia VŠ Praha (Dagmar Šourková, Anastázie Fridrichová)                           | 1:51,8  | TJ Sparta ČKD Praha+TJ Rudá hvězda Praha (Zuzana Mášová, Zdeňka Počtová)                       | 1:51,9  | TJ Sparta ČKD Praha+TJ Slavia VŠ Brno (Oldřiška Kaplanová, Eva Zdeňková)            | 1:52,1  |
| 1968  | K–2 500 m | TJ Slavia VŠ Praha (Dagmar Šourková, Anastázie Fridrichová)                           | 1:59,8  | TJ Sparta ČKD Praha+TJ Rudá hvězda Praha (Zuzana Mášová, Zdeňka Počtová)                       | 2:02,5  | TJ Sparta ČKD Praha+TJ Spartak Hradec Králové (Matulová, Iva Vávrová)               | 2:03,0  |
| 1969  | K–2 500 m | TJ Plavba ČSPLO Děčín (Anastázie Fridrichová, Olga Střeštíková)                       | 1:58,1  | Sport Zbraslav (Zlata Treybalová, Kaplanová)                                                   | 2:01,1  | TJ Sparta ČKD Praha (Eva Zdeňková, Kocurová)                                        | 2:01,3  |
| 1970  | K–2 500 m | TJ Plavba ČSPLO Děčín (Oldřiška Kaplanová, Anastázie Fridrichová)                     | 1:52,5  | TJ Dynamo Pardubice+TJ Sparta ČKD Praha (Anna Matoušková, Eva Zdeňková)                        | 1:58,6  | TJ Sparta Praha 4 – KVS+TJ Slavia VŠ Praha (Svatava Benešová, Zuzana Černá)         | 2:01,6  |
| 1971  | K–2 500 m | TJ Plavba ČSPLO Děčín (Oldřiška Kaplanová, Anastázie Fridrichová)                     | 2:01,6  | TJ Motorlet Praha (Jindřiška Řeháčková, Bártová)                                               | 2:04,8  | TJ Sparta Praha 4 – KVS+TJ Sparta ČKD Praha (Svatava Benešová, Eva Zdeňková)        | 2:06,3  |
| 1972  | K–2 500 m | TJ Plavba ČSPLO Děčín (Oldřiška Kaplanová, Anastázie Fridrichová)                     | 2:01,2  | TJ Spartak Hradec Králové+TJ Sparta Praha 4 – KVS (Jiřina Chalupová, Svatava Benešová)         | 2:03,1  | TJ Motorlet Praha (Jindřiška Řeháčková, Bártová)                                    | 2:04,8  |
| 1973  | K–2 500 m | TJ Plavba ČSPLO Děčín+TJ Spartak Praha 4 – KVS (Anastázie Hajná, Svatava Benešová)    | 2:03,30 | TJ Motorlet Praha (Hana Susová, Jindřiška Řeháčková)                                           | 2:04,30 | TJ Plavba ČSPLO Děčín (Jaroslava Smereková, Jana Plachá)                            | 2:10,19 |
| 1974  | K–2 500 m | TJ Motorlet Praha (Hana Susová, Jindřiška Řeháčková)                                  | 2:00,65 | TJ Plavba ČSPLO Děčín+TJ Červená hviezda Bratislava (Anastázie Hajná, Svatava Benešová)        | 2:03,18 | TJ Slavia VŠ Praha (Jaroslava Smereková, Jana Plachá)                               | 2:08,22 |
| 1975  | K–2 500 m | TJ Motorlet Praha (Hana Susová, Jindřiška Řeháčková)                                  | 1:56,7  | TJ Slavia VŠ Praha (Jaroslava Smereková, Jana Plachá)                                          | 2:02,1  | TJ Slavia VŠ Praha (Radana Smutná, Naděžda Hodicová)                                | 2:02,9  |
| 1976  | K–2 500 m | TJ Slavia VŠ Praha (Jana Plachá, Anastázie Hajná)                                     | 1:54,6  | TJ Slavia VŠ Praha+TJ Motorlet Praha (Jaroslava Smereková, Jindřiška Řeháčková)                | 1:55,1  | TJ Slavia VŠ Praha+TJ Motorlet Praha (Košťanská, Hana Susová)                       | 1:56,6  |
| 1977  | K–2 500 m | TJ Slavia VŠ Praha (Marcela Vrtišková, Eva Fišerová)                                  | 2:02,9  | TJ Slavia VŠ Praha (Jaroslava Smereková, Jana Plachá)                                          | 2:04,5  | TJ Slavia VŠ Praha (Ludmila Stočesová, Hana Susová)                                 | 2:04,8  |
| 1978  | K–2 500 m | TJ Slavia VŠ Praha (Svobodová, Anastázie Kovářová)                                    | 1:49,8  | TJ Slavia VŠ Praha (Eva Fišerová, Radana Smutná)                                               | 1:50,3  | TJ Slavia VŠ Praha (Ludmila Stočesová, Hana Susová)                                 | 1:50,9  |
| 1979  | K–2 500 m | TJ Vysoké školy Praha (Eva Fišerová, Anastázie Kovářová)                              | 1:50,9  | TJ Červená hviezda Bratislava+TJ Lokomotiva Bratislava (Katarína Bergendiová, Helena Vašáková) | 1:57,8  | TJ Vysoké školy Praha (Marcela Vrtišková, Michaela Roušavá)                         | 1:58,3  |
| 1980  | K–2 500 m | TJ Červená hviezda Bratislava (Jana Polakovičová, Helena Vašáková)                    | 2:00,0  | TJ Červená hviezda Bratislava (Margita Bugárová, Jana Kovácsová)                               | 2:04,8  | TJ Vysoké školy Praha+TJ Sparta ČKD Praha (Polanská, Radana Smutná)                 | 2:08,6  |
| 1981  | K–2 500 m | TJ Červená hviezda Bratislava (Marta Bugárová, Margita Bugárová)                      | 2:00,5  | TJ Vysoké školy Praha+TJ Sparta ČKD Praha (Lenka Kindlová, Hana Hamplová)                      | 2:01,2  | TJ Vysoké školy Praha+TJ Sparta ČKD Praha (Polanská, Radana Smutná)                 | 2:10,0  |
| 1982  | K–2 500 m | TJ Červená hviezda Bratislava (Jana Polakovičová, Helena Vašáková)                    | 1:55,08 | TJ Dynamo Pardubice+TJ Jitex Písek (Zuzana Horáková, Jana Fikejzová)                           | 1:56,89 | TJ Červená hviezda Bratislava (Marta Bugárová, Margita Bugárová)                    | 1:58,42 |
| 1983  | K–2 500 m | TJ Červená hviezda Bratislava (Jana Polakovičová, Helena Vassová)                     | 1:51,9  | TJ Sparta ČKD Praha+TJ Dynamo Pardubice (Hana Hamplová, Zuzana Horáková)                       | 1:53,6  | TJ Červená hviezda Bratislava (Marta Bugárová, Margita Bugárová)                    | 1:54,6  |
| 1984  | K–2 500 m | TJ Červená hviezda Bratislava (Jana Polakovičová, Renáta Lazová)                      | 2:16,16 | TJ Červená hviezda Bratislava (Margita Bugárová, Helena Vassová)                               | 2:17,34 | TJ Vysoké školy Praha (Zuzana Horáková, Jana Fikejzová)                             | 2:17,62 |
| 1985  | K–2 500 m | TJ Vysoké školy Praha (Zuzana Horáková, Jana Fikejzová)                               | 1:50,80 | TJ Vysoké školy Praha (Vladimíra Bukovská, Irena Filipová)                                     | 1:51,79 | TJ Červená hviezda Bratislava (Margita Bugárová, Renáta Lazová)                     | 1:52,65 |
| 1986  | K–2 500 m | TJ Červená hviezda Bratislava (Margita Bugárová, Jana Bobková)                        | 2:05,7  | TJ Vysoké školy Praha (Zuzana Horáková, Jana Fikejzová)                                        | 1:51,4  | TJ Vysoké školy Praha (Hana Pleskačová, Irena Filipová)                             | 1:51,8  |
| 1987  | K–2 500 m | TJ Vysoké školy Praha (Radová, Hana Pleskačová)                                       | 1:55,95 | TJ Vysoké školy Praha (Vladimíra Bukovská, Jana Fikejzová)                                     | 1:57,87 | TJ TTS Trenčín (Zuzana Muchová, Marta Šaálová)                                      | 1:58,67 |
| 1988  | K–2 500 m | TJ Červená hviezda Bratislava+TJ Vysoké školy Praha (Zuzana Muchová, Hana Pleskačová) | 1:53,0  | TJ Dynamo Pardubice+TJ Červená hviezda Bratislava (Simona Koďousková, Jana Bobková)            | 1:55,8  | TJ Červená hviezda Bratislava+TJ Vysoké školy Praha (Renata Hušková, Marta Šaálová) | 1:55,9  |
| 1989  | K–2 500 m | TJ Vysoké školy Praha (Hana Novotná, Ivana Vokurková)                                 | 1:50,2  | TJ Vysoké školy Praha (Vladimíra Bukovská, Lenka Horáčková)                                    | 1:51,2  | TJ Vysoké školy Praha (Hana Pleskačová, Markéta Karlíková)                          | 1:52,7  |
| 1990  | K–2 500 m | TJ Vysoké školy Praha (Vladimíra Bukovská, Lenka Horáčková)                           | 1:50,34 | TJ Vysoké školy Praha (Ivana Vokurková, Hana Novotná)                                          | 1:51,28 | TJ Vysoké školy Praha (Hana Pleskačová, Jitka Janáčková)                            | 1:52,76 |
| 1991  | K–2 500 m | USK Praha (Jitka Janáčková, Pavlína Jobánková)                                        | 1:52,20 | USK Praha (Vladimíra Havelková, Zuzana Vokurková)                                              | 1:52,50 | USK Praha (Ivana Vokurková, Lenka Horáčková)                                        | 1:58,70 |
| 1992  | K–2 500 m | Drahelice (Jitka Janáčková, Pavlína Jobánková)                                        | 1:52,30 | USK Praha (Vladimíra Havelková, Zuzana Vokurková)                                              | 1:54,20 | Chomutov (Celmanová, Fifková)                                                       | 1:55,70 |

### Čtyřkajak 500 m
| Datum | Kat.      | Zlato | Zlato   | Stříbro                                                                                            | Stříbro | Bronz                                                                                               | Bronz   |
| ----- | --------- | --- | ------- | -------------------------------------------------------------------------------------------------- | ------- | --------------------------------------------------------------------------------------------------- | ------- |
| 1946* | K–4 600 m | Slavia+KPV (Jarmila Marečková, Rybářová, Nikodémová, Růžena Košťálová)                                                       |         | KVS Praha+NHSK (Marta Černá, Bittenglová, Kalousová, Mrázková)                                     |         | SKEP+Radbuza+Řeka (Pacherová, Jančová, Františka Fialová, Rutíková)                                 |         |
| 1966* | K–4 500 m | MV ČSTV Praha ([[]], [[]], [[]])                                                                                             | 1:36,8  | TJ Slavia VŠ Praha ([[]], [[]], [[]])                                                              | 1:39,2  | —                                                                                                   | —       |
| 1967* | K–4 500 m | Československo (Oldřiška Kaplanová, Anastázie Fridrichová, Eva Zdeňková, Dagmar Šourková)                                    | 1:45,1  | TJ Červená hviezda Bratislava ([[]], [[]], [[]])                                                   |         | TJ Sparta ČKD Praha ([[]], [[]], [[]])                                                              |         |
| 1968* | K–4 500 m | TJ Slavia VŠ Praha+TJ Sparta ČKD Praha+TJ Rudá hvězda Praha ([[]], [[]], [[]])                                               | 1:50,8  | Brno+Pardubice+Kolín ([[]], [[]], [[]])                                                            | 1:57,6  | [[]] ([[]], [[]], [[]])                                                                             |         |
| 1969  | K–4 500 m | [[]] ([[]], [[]], [[]]) |         | [[]] ([[]], [[]], [[]])                                                                            |         | [[]] ([[]], [[]], [[]])                                                                             |         |
| 1970  | K–4 500 m | [[]] ([[]], [[]], [[]]) |         | [[]] ([[]], [[]], [[]])                                                                            |         | [[]] ([[]], [[]], [[]])                                                                             |         |
| 1971  | K–4 500 m | TJ Slavia VŠ Praha+TJ Motorlet Praha (Jindřiška Řeháčková, Bártová, Hana Susová, Zábrodská)                                  | 1:55,0  | TJ Sparta Praha 4 – KVS+TJ Sparta ČKD Praha (Eva Zdeňková, Svatava Benešová, Vyhnalová, Dvořáková) | 1:56,2  | TJ Spartak Hradec Králové+TJ TŽ Třinec (Jiřina Chalupová, Komancová, Pechová, Pěčková)              | 1:57,4  |
| 1972  | K–4 500 m | TJ Plavba ČSPLO Děčín+TJ Sparta Praha 4 – KVS (Oldřiška Kaplanová, Anastázie Fridrichová, Svatava Benešová, Jitka Mesteková) | 1:44,5  | TJ Spartak Hradec Králové+TJ TŽ Třinec (Jiřina Chalupová, Pechová, Ježková, Pěčková)               | 1:50,8  | TJ Slavia VŠ Praha (Hana Susová, Zábrodská, Košťanská, Jančíková)                                   | 1:53,5  |
| 1973  | K–4 500 m | TJ Plavba ČSPLO Děčín+TJ Spartak Praha 4 – KVS (Jaroslava Smereková, Jana Plachá, Svatava Benešová, Anastázie Hajná)         | 1:51,42 | TJ Motorlet Praha+TJ Spartak Hradec Králové (Jindřiška Řeháčková, Hana Susová, Bártová, Chalupová) | 1:53,80 | TJ Sparta ČKD Praha+TJ Tatran Bratislava (Svobodová, Eva Zdeňková, Trizuljaková, Čermáková)         | 2:00,97 |
| 1974  | K–4 500 m | TJ Slavia VŠ Praha ([[]], [[]], [[]])                                                                                        | 1:45,23 | TJ Motorlet Praha+Chomutov ([[]], [[]], [[]])                                                      | 1:50,13 | TJ Červená hviezda Bratislava+TJ Spartak Praha 4 – KVS ([[]], [[]], [[]])                           | 1:54,08 |
| 1975  | K–4 500 m | TJ Motorlet Praha+TJ Spartak Praha 4 – KVS (Vyhudová, Jindrová, Dražná, Jindřiška Řeháčková)                                 | 1:51,1  | TJ Slavia VŠ Praha ([[]], [[]], [[]])                                                              | 1:51,7  | TJ Slavia VŠ Praha+TJ Červená hviezda Bratislava ([[]], [[]], [[]])                                 | 1:52,0  |
| 1976  | K–4 500 m | TJ Slavia VŠ Praha ([[]], [[]], [[]])                                                                                        | 1:45,2  | TJ Motorlet Praha+TJ Spartak Praha 4 – KVS ([[]], [[]], [[]])                                      | 1:48,6  | TJ Slavia VŠ Praha+TJ Spartak Praha 4 – KVS ([[]], [[]], [[]])                                      | 1:49,5  |
| 1977  | K–4 500 m | TJ Slavia VŠ Praha ([[]], [[]], [[]])                                                                                        | 1:53,5  | TJ Slavia VŠ Praha ([[]], [[]], [[]])                                                              | 1:55,0  | TJ Slavia VŠ Praha ([[]], [[]], [[]])                                                               | 1:58,6  |
| 1978  | K–4 500 m | TJ Slavia VŠ Praha (Svobodová, Eva Fišerová, Radana Smutná, Anastázie Kovářová)                                              | 1:41,2  | TJ Slavia VŠ Praha ([[]], [[]], [[]])                                                              |         | TJ Slavia VŠ Praha ([[]], [[]], [[]])                                                               |         |
| 1979  | K–4 500 m | TJ Vysoké školy Praha (Eva Fišerová, Radana Smutná, Anastázie Kovářová, Marcela Vrtišková)                                   | 1:39,6  | TJ Červená hviezda Bratislava ([[]], [[]], [[]])                                                   | 1:43,0  | TJ Chemička Ústí nad Labem+Kadaň+TJ Spartak Hradec Králové ([[]], [[]], [[]])                       | 1:49,9  |
| 1980  | K–4 500 m | TJ Červená hviezda Bratislava (Jana Polakovičová, Helena Vašáková, Margita Bugárová, Jana Kovácsová)                         | 1:43,2  | TJ Spartak Praha 4 – KVS+TJ Vysoké školy Praha ([[]], [[]], [[]])                                  | 1:50,0  | TJ Spartak Praha 4 – KVS+TJ Slavia Praha IPS+TJ Sokol Černožice nad Labem ([[]], [[]], [[]])        | 1:58,0  |
| 1981  | K–4 500 m | TJ Červená hviezda Bratislava+TJ Dynamo Pardubice (Jana Polakovičová, Marta Bugárová, Margita Bugárová, Bártová)             |         | TJ Vysoké školy Praha+TJ Sparta ČKD Praha ([[]], [[]], [[]])                                       |         | TJ Spartak Praha 4 – KVS ([[]], [[]], [[]])                                                         |         |
| 1982  | K–4 500 m | [[]] ([[]], [[]], [[]]) |         | [[]] ([[]], [[]], [[]])                                                                            |         | [[]] ([[]], [[]], [[]])                                                                             |         |
| 1983  | K–4 500 m | TJ Červená hviezda Bratislava (Jana Polakovičová, Helena Vassová, Margita Bugárová, Marta Bugárová)                          | 1:44,0  | TJ Slavia VŠ Praha+TJ Dynamo Pardubice+TJ Motorlet Praha ([[]], [[]], [[]])                        | 1:47,3  | TJ Sparta ČKD Praha ([[]], [[]], [[]])                                                              | 1:53,0  |
| 1984  | K–4 500 m | TJ Červená hviezda Bratislava ([[]], [[]], [[]])                                                                             | 1:45,98 | TJ Vysoké školy Praha ([[]], [[]], [[]])                                                           | 1:46,14 | TJ Červená hviezda Bratislava+TJ Lokomotiva Bratislava+TJ Spartak Praha 4 – KVS ([[]], [[]], [[]])  | 1:47,14 |
| 1985  | K–4 500 m | TJ Vysoké školy Praha (Zuzana Horáková, Irena Filipová, Jana Fikejzová, Vladimíra Bukovská)                                  | 1:35,90 | TJ Červená hviezda Bratislava (Jana Polakovičová, Margita Bugárová, Renáta Lazová, Ďugová)         | 1:39,18 | TJ Vysoké školy Praha+TJ Sparta ČKD Praha (Ilona Hamplová, Hana Hamplová, Voždová, Hana Pleskačová) | 1:49,89 |
| 1986  | K–4 500 m | TJ Vysoké školy Praha (Zuzana Horáková, Jana Fikejzová, Irena Filipová, Vladimíra Bukovská)                                  | 1:37,4  | Československo (jun). ([[]], [[]], [[]])                                                           | 1:39,5  | TJ Červená hviezda Bratislava ([[]], [[]], [[]])                                                    | 1:39,6  |
| 1987  | K–4 500 m | [[]] ([[]], [[]], [[]]) |         | [[]] ([[]], [[]], [[]])                                                                            |         | [[]] ([[]], [[]], [[]])                                                                             |         |
| 1988  | K–4 500 m | [[]] ([[]], [[]], [[]]) |         | [[]] ([[]], [[]], [[]])                                                                            |         | [[]] ([[]], [[]], [[]])                                                                             |         |
| 1989  | K–4 500 m | [[]] ([[]], [[]], [[]]) |         | [[]] ([[]], [[]], [[]])                                                                            |         | [[]] ([[]], [[]], [[]])                                                                             |         |
| 1990  | K–4 500 m | TJ Vysoké školy Praha (Hana Novotná, Ivana Vokurková, Vladimíra Bukovská, Lenka Horáčková)                                   | 1:45,54 | TJ Vysoké školy Praha+TJ Dynamo Pardubice ([[]], [[]], [[]])                                       | 1:53,73 | TJ Dynamo Pardubice+Chomutov+Ústí nad Labem ([[]], [[]], [[]])                                      | 1:55,35 |
| 1991  | K–4 500 m | [[]] ([[]], [[]], [[]]) |         | [[]] ([[]], [[]], [[]])                                                                            |         | [[]] ([[]], [[]], [[]])                                                                             |         |
| 1992  | K–4 500 m | USK Praha (Pavlína Jobánková, Jitka Janáčková, Vladimíra Havelková, Zuzana Vokurková)                                        | 1:24,81 | Chomutov (Fifková, Veberová, Celmáková, Rajchová)                                                  | 1:51,83 | Ústí nad Labem (Šolcová, Zvěřinová, Barbora Vernerová, Bačková)                                     | 1:58,53 |

## Dlouhé tratě

### Kajak 5000 m
do roku 1963 3000 m
| Datum | Kat.       | Zlato                                             | Zlato    | Stříbro                                           | Stříbro  | Bronz                                             | Bronz    |
| ----- | ---------- | ------------------------------------------------- | -------- | ------------------------------------------------- | -------- | ------------------------------------------------- | -------- |
| 1958  | K–1 3000 m | Oľga Šinková (TJ TTS Trenčín)                     | 14:41,0  | Králová (TJ Slavoj Zbraslav nad Vltavou)          | 15:06,8  | Karla Poupová (TJ Dynamo Praha)                   | 15:15,7  |
| 1959  | K–1 3000 m | Oľga Šinková (TJ TTS Trenčín)                     | 16:03,0  | Jiřina Dvořáková (TJ Spartak Praha Z9K)           | 16:09,4  | Naďa Baranová (TJ Spartak Praha Z9K)              | 16:22,8  |
| 1960  | K–1 3000 m | Eva Kutová (TJ Slavia Praha VŠ)                   | 13:53,8  | Eva Kolínská (TJ Dynamo Praha)                    | 13:58,4  | Košilková (TJ Jiskra Kolín)                       | 14:06,6  |
| 1961  | K–1 3000 m | Oľga Šinková (TJ Jednota Trenčín)                 | 17:44,0  | Škuderová (TJ Dynamo Praha)                       | 17:52,2  | Košilková (TJ Jiskra Kolín)                       | 18:18,2  |
| 1962  | K–1 3000 m | Oľga Šinková (TJ Jednota Trenčín)                 | 14:09,4  | Škuderová (TJ Dynamo Praha)                       | 14:16,3  | Iva Chalupová (TJ Spartak Hradec Králové)         | 14:16,6  |
| 1963  | K–1 5000 m | Eva Kolínská (TJ Dynamo Praha)                    | 31:24,0  | Jarošová (TJ Slovan Praha)                        | 31:52,0  | Kocourová (TJ Jiskra Mšeno nad Nisou)             | 32:00,0  |
| 1964  | K–1 5000 m | Zuzana Mášová (TJ Spartak Motorlet Praha)         | 29:35,0  | Čadová (TJ Spartak Motorlet Praha)                | 29:38,0  | Matulová (TJ Spartak Hradec Králové)              | 29:51,0  |
| 1965  | K–1 5000 m | Matulová (TJ Spartak Hradec Králové)              | 24:15,7  | Dagmar Karlíková (TJ Slavia VŠ Praha)             | 24:17,6  | Oldřiška Kaplanová (TJ Spartak Brno Královo pole) | 24:22,4  |
| 1966  | K–1 5000 m | Čadová (TJ Sparta ČKD Praha)                      | 26:07,4  | Oldřiška Kaplanová (TJ Slavia VŠ Brno)            | 26:14,2  | Dagmar Karlíková (TJ Slavia VŠ Praha)             | 226:23,4 |
| 1967  | K–1 5000 m | Čadová (TJ Sparta ČKD Praha)                      | 25:05,6  | Handlová (TJ Inter Bratislava)                    | 25:24,8  | Hana Habrovská (TJ Lokomotiva Bratislava)         | 25:35,4  |
| 1968  | K–1 5000 m | Anastázie Fridrichová (TJ Slavia VŠ Praha)        | 27:53,3  | Matulová (TJ Spartak Hradec Králové)              | 28:24,5  | Špůrková (TJ Slavia VŠ Praha)                     | 28:31,8  |
| 1969  | K–1 5000 m | Anastázie Fridrichová (TJ Plavba ČSPLO Děčín)     | 28:10,7  | Eva Zdeňková (TJ Sparta ČKD Praha)                | 28:24,1  | Oldřiška Kaplanová (TJ Plavba ČSPLO Děčín)        | 28:44,4  |
| 1970  | K–1 5000 m | Oldřiška Kaplanová (TJ Plavba ČSPLO Děčín)        | 27:35,0  | Anna Matoušková (TJ Dynamo Pardubice)             | 27:44,0  | Milena Baláková (TJ Plavba ČSPLO Děčín)           | 27:51,0  |
| 1971  | K–1 5000 m | Anastázie Fridrichová (TJ Plavba ČSPLO Děčín)     | 27:54,2  | Eva Zdeňková (TJ Sparta ČKD Praha)                | 28:10,0  | Oldřiška Kaplanová (TJ Plavba ČSPLO Děčín)        | 28:34,8  |
| 1972  | K–1 5000 m | Anastázie Fridrichová (TJ Plavba ČSPLO Děčín)     | 26:15,1  | Svatava Benešová (TJ Sparta Praha 4 – KVS)        | 26:19,0  | Jiřina Chalupová (TJ Spartak Hradec Králové)      | 27:30,1  |
| 1973  | K–1 5000 m | Svatava Benešová (TJ Spartak Praha 4 – KVS)       | 21:54,88 | Košťanská (TJ Slavia VŠ Praha)                    | 22:54,05 | Trizuljaková (TJ Tatran Bratislava)               | 23:17,45 |
| 1974  | K–1 5000 m | Anastázie Hajná (TJ Slavia VŠ Praha)              | 23:04,55 | Svatava Benešová (TJ Červená hviezda Bratislava)  | 23:22,64 | Jindřiška Řeháčková (TJ Motorlet Praha)           | 23:33,05 |
| 1975  | K–1 5000 m | Svatava Benešová (TJ Červená hviezda Bratislava)  | 18:42,4  | Jindřiška Řeháčková (TJ Motorlet Praha)           | 19:09,4  | Hana Susová (TJ Motorlet Praha)                   | 19:48,9  |
| 1976  | K–1 5000 m | Anastázie Hajná (TJ Slavia VŠ Praha)              | 27:34,1  | Naděžda Hodicová (TJ Slavia VŠ Praha)             | 27:36,6  | Hana Susová (TJ Motorlet Praha)                   | 27:47,3  |
| 1977  | K–1 5000 m | Ludmila Stočesová (TJ Slavia VŠ Praha)            | 24:33,8  | [[]] ([[]])                                       |          | [[]] ([[]])                                       |          |
| 1978  | K–1 5000 m | Anastázie Kovářová (TJ Slavia VŠ Praha)           | 27:07,8  | Svobodová (TJ Slavia VŠ Praha)                    | 27:13,3  | Miroslava Vojtíšková (TJ Slavia VŠ Praha)         | 27:32,3  |
| 1979  | K–1 5000 m | Anastázie Kovářová (TJ Vysoké školy Praha)        | 23:02,2  | Radana Smutná (TJ Vysoké školy Praha)             | 23:39,0  | Eva Fišerová (TJ Vysoké školy Praha)              | 24:07,1  |
| 1980  | K–1 5000 m | Jana Polakovičová (TJ Červená hviezda Bratislava) | 21:51,4  | Radana Smutná (TJ Vysoké školy Praha)             | 22:02,0  | Margita Bugárová (TJ Červená hviezda Bratislava)  | 22:14,2  |
| 1981  | K–1 5000 m | Jana Polakovičová (TJ Červená hviezda Bratislava) | 25:40,0  | Margita Bugárová (TJ Červená hviezda Bratislava)  | 26:16,0  | Lenka Kindlová (TJ Vysoké školy Praha)            | 27:10,0  |
| 1982  | K–1 5000 m | Jana Polakovičová (TJ Červená hviezda Bratislava) | 22:20,4  | Helena Vašáková (TJ Červená hviezda Bratislava)   | 22:31,8  | Irena Filipová (TJ Vysoké školy Praha)            | 22:42,0  |
| 1983  | K–1 5000 m | [[]] ([[]])                                       |          | [[]] ([[]])                                       |          | [[]] ([[]])                                       |          |
| 1984  | K–1 5000 m | Iveta Fonodová (TJ Slávia UK Bratislava)          | 20:15,78 | Irena Filipová (TJ Vysoké školy Praha)            | 20:26,78 | Renáta Lazová (TJ Červená hviezda Bratislava)     | 20:36,62 |
| 1985  | K–1 5000 m | Iveta Fonodová (TJ Slávia UK Bratislava)          | 24:14,38 | Jana Polakovičová (TJ Červená hviezda Bratislava) | 24:15,66 | Margita Bugárová (TJ Červená hviezda Bratislava)  | 24:19,52 |
| 1986  | K–1 5000 m | Jana Bobková (TJ Červená hviezda Bratislava)      | 23:55,0  | [[]] ([[]])                                       |          | [[]] ([[]])                                       |          |
| 1987  | K–1 5000 m | Hana Pleskačová (TJ Vysoké školy Praha)           |          | Zuzana Muchová (TJ TTS Trenčín)                   | 25:52,1  | Margita Bugárová (TJ Červená hviezda Bratislava)  | 26:09,4  |
| 1988  | K–1 5000 m | Vladimíra Bukovská (TJ Vysoké školy Praha)        |          | [[]] ([[]])                                       |          | [[]] ([[]])                                       |          |
| 1989  | K–1 5000 m | Zuzana Muchová (TJ Červená hviezda Bratislava)    | 19:10,05 | Lenka Horáčková (TJ Vysoké školy Praha)           | 19:38,83 | M. Celmáková (Chomutov)                           | 20:28,32 |
| 1990  | K–1 5000 m | Ivana Vokurková (TJ Vysoké školy Praha)           | 20:38,00 | [[]] ([[]])                                       |          | [[]] ([[]])                                       |          |
| 1991  | K–1 5000 m | Hana Krpatová (USK Praha)                         | 21:40,00 | Zuzana Vokurková (USK Praha)                      |          | Ivana Vokurková (USK Praha)                       |          |
| 1992  | K–1 5000 m | Ivana Vokurková (USK Praha)                       |          | Pavlína Jobánková (Drahenice)                     |          | Zuzana Vokurková (USK Praha)                      |          |

### Deblkajak 5000 m
| Datum | Kat.       | Zlato                                                                           | Zlato    | Stříbro                                                              | Stříbro  | Bronz                                                                | Bronz    |
| ----- | ---------- | ------------------------------------------------------------------------------- | -------- | -------------------------------------------------------------------- | -------- | -------------------------------------------------------------------- | -------- |
| 1975  | K–2 5000 m | TJ Slavia VŠ Praha (Šašková, Javůrková)                                         | 17:37,0  | TJ Spartak Praha 4 – KVS (Dražná, Majerová)                          | 17:49,2  | TJ Slavia VŠ Praha (Mašátová, Sočesová)                              | 17:54,3  |
| 1976  | K–2 5000 m | TJ Slavia VŠ Praha+TJ Motorlet Praha (Jaroslava Smereková, Jindřiška Řeháčková) | 25:59,9  | TJ Slavia VŠ Praha (Javůrková, Mašátová)                             | 26:53,8  | TJ Spartak Praha 4 – KVS (Dražná, Jindrová)                          | 27:06,6  |
| 1977  | K–2 5000 m | TJ Slavia VŠ Praha (Javůrková, Mašátová)                                        | 22:33,5  | [[]] ([[]], [[]])                                                    |          | [[]] ([[]], [[]])                                                    |          |
| 1978  | K–2 5000 m | TJ Slavia VŠ Praha (Eva Fišerová, Radana Smutná)                                | 26:08,1  | TJ Slavia VŠ Praha (Ludmila Stočesová, Hana Susová)                  | 26:10,3  | TJ Slavia VŠ Praha (Michaela Roušavá, Marcela Vrtišková)             | 26:19,3  |
| 1979  | K–2 5000 m | [[]] ([[]], [[]])                                                               |          | [[]] ([[]], [[]])                                                    |          | [[]] ([[]], [[]])                                                    |          |
| 1980  | K–2 5000 m | [[]] ([[]], [[]])                                                               |          | [[]] ([[]], [[]])                                                    |          | [[]] ([[]], [[]])                                                    |          |
| 1981  | K–2 5000 m | [[]] ([[]], [[]])                                                               |          | [[]] ([[]], [[]])                                                    |          | [[]] ([[]], [[]])                                                    |          |
| 1982  | K–2 5000 m | TJ Červená hviezda Bratislava (Marta Bugárová, Margita Bugárová)                | 21:06,8  | TJ Dynamo Pardubice+TJ Jitex Písek (Zuzana Horáková, Jana Fikejzová) | 21:26,4  | TJ Tatran Karlova Ves Bratislava (Iveta Fonodová, Barbora Kadnárová) | 22:08,5  |
| 1983  | K–2 5000 m | [[]] ([[]], [[]])                                                               |          | [[]] ([[]], [[]])                                                    |          | [[]] ([[]], [[]])                                                    |          |
| 1984  | K–2 5000 m | TJ Vysoké školy Praha (Zuzana Horáková, Jana Fikejzová)                         | 18:43,04 | TJ Vysoké školy Praha (Vladimíra Bukovská, Stará)                    | 18:47,00 | TJ Červená hviezda Bratislava (Margita Bugárová, Helena Vassová)     | 19:20,61 |
| 1985  | K–2 5000 m | [[]] ([[]], [[]])                                                               |          | [[]] ([[]], [[]])                                                    |          | [[]] ([[]], [[]])                                                    |          |
| 1986  | K–2 5000 m | TJ Vysoké školy Praha (Zuzana Horáková, Jana Fikejzová)                         | 22:30,0  | TJ Vysoké školy Praha (Vladimíra Bukovská, Hana Pleskačová)          | 22:50,0  | [[]] ([[]], [[]])                                                    |          |
| 1987  | K–2 5000 m | [[]] ([[]], [[]])                                                               |          | [[]] ([[]], [[]])                                                    |          | [[]] ([[]], [[]])                                                    |          |
| 1988  | K–2 5000 m | TJ Červená hviezda Bratislava (Zuzana Muchová, Marta Šaálová)                   |          | [[]] ([[]], [[]])                                                    |          | [[]] ([[]], [[]])                                                    |          |
| 1989  | K–2 5000 m | TJ Vysoké školy Praha (Ivana Vokurková, Zuzana Vokurková)                       | 21:02,57 | TJ Vysoké školy Praha (Hana Novotná, Lenka Horáčková)                | 21:04,16 | Hradec Králové (K. Bohníková, M. Sýkorová)                           | 21:40,91 |
| 1990  | K–2 5000 m | TJ Vysoké školy Praha (Ivana Vokurková, Lenka Horáčková)                        | 19:18,00 | [[]] ([[]], [[]])                                                    |          | [[]] ([[]], [[]])                                                    |          |
| 1991  | K–2 5000 m | USK Praha (Ivana Vokurková, Zuzana Vokurková)                                   | 20:16,00 | USK Praha (Vladimíra Havelková, Lenka Horáčková)                     |          | VŠ Plzeň+TJ Dynamo Pardubice (Barbora Vernerová, Alena Hroudová)     |          |
| 1992  | K–2 5000 m | Drahelice (Jitka Janáčková, Pavlína Jobánková)                                  |          | USK Praha (Ivana Vokurková, Zuzana Vokurková)                        |          | Chomutov (Fifková, Čermáková)                                        |          |